# Bürgerrechte & Polizei/CILIP
Die Bürgerrechte & Polizei/CILIP ist eine deutsche Fachzeitschrift, die seit 1978 im Berliner Verlag CILIP GbR erscheint. Herausgeber und Träger des Magazins ist der eingetragene Verein „Institut für Bürgerrechte & öffentliche Sicherheit“.
Inhalt ist die kritische Auseinandersetzung mit den Themen Polizei und Bürgerrechte. CILIP steht für Civil Liberties and Police, unter diesem Titel erschien auch eine Zeit lang eine englischsprachige Ausgabe der Zeitschrift. Bürgerrechte & Polizei/CILIP wird dreimal im Jahr (April/Mai, August/September, Dezember/Januar) herausgegeben.

## Geschichte und Struktur
Gegründet wurde CILIP bereits Mitte der 1970er Jahre aus Protest gegen die damalige Sicherheitspolitik der Bundesregierung unter Bundeskanzler Helmut Schmidt. Initiatoren war unter anderem der Politologieprofessor Wolf-Dieter Narr und der Politikwissenschaftler Heiner Busch.  1991 entstand aus CILIP das Institut für Bürgerrechte & öffentliche Sicherheit e. V. an der FU Berlin. Seit 2017 ist sie an der Juristischen Fakultät der Humboldt-Universität zu Berlin angesiedelt.
Seit 1991 hat jedes Heft ein Schwerpunktthema. Nach Erscheinen der neusten Ausgabe werden auf der Webseite einige Artikel vorheriger Magazine frei zugänglich gemacht, jedoch nicht unter einer freien Lizenz (Bronze Open Access).
Die Zeitschrift kooperiert mit der Website Linksnet.

### Dokumentation von Polizeilichen Todesschüssen
Seit 1982 dokumentiert CILIP polizeiliche Todesschüsse in der Bundesrepublik Deutschland in ihren Heften. Die Dokumentation umfasst alle öffentlich bekannten Fälle seit 1976 und bezieht ihre Informationen aus Presseberichten. Im Dezember 2021 wurden von CILIP Daten zu polizeilichen Todesschüssen neu aufbereitet. Seitdem dokumentiert Cilip auch Polizeitote im Zusammenhang mit Tasern.

## Auszeichnungen
- 2005 wurde die Zeitschrift mit dem Werner-Holtfort-Preis ausgezeichnet.[13]